# Боков, Виктор Фёдорович
Ви́ктор Фёдорович Бо́ков (6 (19) сентября 1914 — 15 октября 2009) — русский и советский поэт, прозаик, собиратель фольклора.

## Биография
Родился 6 (19) сентября 1914 года в деревне Язвицы Александровского уезда Владимирской губернии (ныне Сергиево-Посадский район Московской области) в семье крестьянина. Окончил школу 1-й ступени в посёлке Возрождение (ныне г. Краснозаводск), затем школу-семилетку в городе Загорске (ныне Сергиев Посад). Учился в Загорском педагогическом техникуме, работал токарем, зоотехником. Студентом педагогического училища посещал литературный кружок, которым руководили Михаил Михайлович Пришвин (первым отметивший литературный талант Бокова), Алексей Венедиктович Кожевников, Сергей Тимофеевич Григорьев. Среди оказавших на него сильное влияние упоминал также Андрея Платонова и Бориса Пастернака.
В 1934—1938 годах учился в Литературном институте им. А. М. Горького в Москве. С 1938 года несколько лет работал литературным консультантом при Всесоюзном Доме народного творчества. Осенью 1941 года был эвакуирован с женой Евдокией и двумя сыновьями, Константином и Алексеем, в город Чистополь на реке Кама.
В 1942 году был призван в действующую армию. Находясь в военном лагере в Томской области, 19 августа 1942 курсант Боков был арестован за «разговоры». Поводом к аресту стало письмо к поэту Борису Пастернаку, в котором Боков просил вызволить его из армии: «И если вы общими усилиями не вырвете меня, я погибну — это не преувеличение. Пока ещё можно меня вырвать». Был осуждён по 58-й статье (приговор трибунала Новосибирского гарнизона 25 марта 1943) и отправлен в ГУЛАГ (Орловско-Розовское отделение Сиблага в Кемеровской области). С 1947 по 1956 год сослан в ссылку (за 101-й км) в Калужскую область в деревню Ильино Боровского района. На сохранившемся доме, где он проживал и написал большинство своих произведений, поэту-песеннику сельской администрацией в 2011 году установлена мемориальная доска. Ежегодно в сентябре в местном доме культуры проводился фестиваль памяти Виктора Бокова с участием Союза писателей и известных артистов РФ. По окончании ссылки в 1956 году вернулся к жене и сыновьям в Москву.
Член Союза писателей СССР (1941). Был членом правления СП РСФСР (с 1985) и Центральной ревизионной комиссии СП СССР (1986—1991), редколлегии еженедельника «Литературная Россия» (1986), член Высшего творческого совета СП России (с 1994).
В Москве жил на Ломоносовском проспекте, дом 15; на Красноармейской улице, дом 23; на улице Черняховского, дом 5, корп. 1.
Виктор Боков скончался в Переделкине 15 октября 2009 года на 96-м году жизни. Похоронен на Переделкинском кладбище.

## Семья
Супруга — Алевтина Ивановна. Сыновья — Константин и Алексей. Дочь Татьяна (внебрачная).

## Творчество
Первое стихотворение опубликовал в 1930 году в городской газете Загорска «Вперёд». Органичное использование поэтических возможностей русского фольклора, присущее стихам Бокова, позволяет говорить о творческом развитии традиции, заданной А. В. Кольцовым, Н. А. Некрасовым, Н. А. Клюевым, С. А. Есениным, А. Т. Твардовским и М. В. Исаковским. И недаром в 1950 году Боков стал составителем антологии «Русская частушка».
В качестве отличительных особенностей поэзии Бокова отмечают звучность, насыщенность аллитерациями и ассонансами.
Сотрудничал с композиторами А. Аверкиным, В. Лавриненко, Г. Пономаренко, Ю. Чичковым, А. Экимяном и др. Написанные на стихи Виктора Бокова песни «Выходил на поля молодой агроном», «Гляжу в поля просторные», «На побывку едет молодой моряк», «Оренбургский пуховый платок», «На Мамаевом кургане тишина», «Я назову тебя зоренькой» и другие широко исполнялись в советское время и зачастую воспринимаются как фольклорное отражение эпохи 1950—1960-х годов. Несколько музыкальных переложений имеет написанная Боковым в 1960 году песня «Лён» («Сибирский ленок»), получившая известность с вариациями авторского текста как на пафосную музыку хорового дирижёра Николая Кутузова в драматическом исполнении Людмилы Зыкиной (XX век) и Юлии Борисевич (XXI век), так и в лёгкой, водевильной версии Раисы Неменовой 1960-х годов на игривую музыку уральского композитора Евгения Родыгина.

Когда я думаю о поэте Викторе Бокове, когда слышу и читаю о нём самые разноречивые, чуть ли не взаимоисключающие друг друга суждения, я волей-неволей обращаюсь к его, что называется, натуре, ищу его жизненный источник, то есть ключ, из которого он бьет живой струей. А ключ этот, конечно же, песенный по пульсу, по биению, этакий говорливо-поддакивающий, близкий даже частушечному, может быть, речитативу.
— Дмитрий Ковалёв. «Ключ сердца»

## Фильмография

### Автор песни
- 1962 — Зелёный змий

## Награды, премии и звания
- орден «За заслуги перед Отечеством» III степени (04.03.2005) — за большой вклад в развитие отечественной литературы и многолетнюю творческую деятельность[12]
- орден «За заслуги перед Отечеством» IV степени (17.12.1994) — за заслуги перед народом, связанные с развитием российской государственности, достижениями в труде, науке, культуре, искусстве, укреплением дружбы и сотрудничества между народами[13]
- 2 ордена Трудового Красного Знамени (18.09.1974; 18.09.1984)
- орден Дружбы народов (14.11.1980)
- орден «Знак Почёта» (02.07.1971)
- медали
- Лауреат Всемирного фестиваля молодёжи и студентов I степени (1957)
- Лауреат Всесоюзного конкурса на лучшую песню I степени (1960)
- Премия журнала «Молодая Гвардия» (1988)
- Премия имени А. Твардовского «Василий Тёркин» (1996)
- Почётный гражданин города Сергиева Посада[14]

## Память
На родине Бокова в деревне Язвицы работает музей поэта. Ежегодно в Сергиево-Посадском районе Московской области проходил фестиваль «Боковская осень» и один раз два года в городе Пересвете того же района проходил фестиваль песен на стихи Бокова под названием «Любовь моя, Россия». Последний фестиваль состоялся 12 октября 2008 года.

## Сочинения
- Яр-Хмель: стихи. — М.: Молодая гвардия, 1958. — 208 с.: ил.
- За́струги: стихи. — М.: Сов. писатель, 1958. — 287 с.: ил.
- Над рекой Истермой:: Записки поэта: Книга прозаических миниатюр. — М.: Сов. писатель, 1960. — 208 с.: ил. — То же. — М.: Сов. писатель, 1963. — 207 с.: ил., портр.
- Весна Викторовна: книга стихов. — М.: Молодая гвардия, 1961. — 303 с.
- Ветер в ладонях: новая книга стихов. — М.: Сов. писатель, 1962. — 288 с.: портр. на суперобл.
- Лирика. — М.: Худож. лит., 1964. — 287 с.
- Лирика. — М.: Правда, 1964. — 32 с.
- На Дону: стихи. — Ростов н/Д: Кн. изд-во, 1965. — 20 с.
- У поля, у моря, у рек: стихи. — М.: Сов. писатель, 1965. — 155 с.: ил.
- Избранная лирика. — М.: Молодая гвардия, 1966. — 32 с.
- Лето-мята: стихи. — М.: Сов. Россия, 1966. — 214 с.: ил.
- Алевтина: новая книга стихов. — М.: Сов. писатель, 1968. — 159 с.
- Свирь: поэма и стихи. — М.: Моск. рабочий, 1968. — 96 с.: портр.; 35 000 экз.
- Избранное. — М.: Худож. лит., 1970. — 479 с.: ил., портр.
- Когда светало: новая книга стихов. — М.: Современник, 1972. — 127 с.: ил., портр.
- Стихотворения и песни. — М.: Худож. лит., 1973. — 222 с.: портр.
- Три травы: новая книга стихов. — М.: Сов. писатель, 1975. — 302 с.: ил.
- В трёх шагах от соловья: новая книга стихов. — М.: Молодая гвардия, 1977. — 160 с.: ил., портр.
- Лирика. — М.: Правда, 1977. — 160 с.
- Луговая рань: избранные стихи. — Грозный: Чеч.-Инг. кн. изд-во, 1978. — 256 с.: ил.
- Ельничек-березничек: стихи. — М.: Современник, 1981. — 319 с.: 11 л. ил.
- Стихотворения. — М.: Сов. Россия, 1982. — 208 с.
- Стёжки-дорожки: новая книга стихов. — М.: Сов. писатель, 1985. — 191 с.: ил.
- Про тех, кто летает: стихи. — М.: Дет. лит., 1986. — 24 с.
- Весенние звоны: новая книга стихов. — М.: Моск. рабочий, 1989. — 237 с.
- День за днем: стихотворения. — М.: Молодая гвардия, 1991. — 158 с.
- Стою на своем!: стихи. — М.: Сов. писатель, 1992. — 272 с.: фото.
- Около дома: стихотворения. — М.: РБП, 1993. — 7 с.
- Любовь моя Россия!. — М.: Эллис Лак, 1994. — 208 с.
- В гостях у жаворонка: новая книга стихов. — Грозный: Чеч. госиздат, 1994. — 150 с.
- Боковская осень: стихи. — М.: Совр. писатель, 1996. — 320 с.: фото.
- Россия в сердце не случайна: литературное приложение. — Ставрополь: изд-во СКИПКРО, 1997. — 190 с.
- Травушка-муравушка: новая книга стихов. — Оренбург: ДИМУР, 1997. — 260 с.: ил.
- Я в России живу не гостем…: Образ современной России в эпистолярии и лирики Виктора Бокова. (Публикация, вступит. ст. и коммент. В. М. Головко // Вестник Ставропольского государственного университета. — 1997. — № 10: Филологические науки. — С. 145—151.
- Моя поэтика (Подготовка текста, предисловие и примечания В. М. Головко) // Вестник Ставропольского государственного университета. — 1998. — № 14. — С. 14-31.
- Получу за мечтой!..: Новые стихотворения Виктора Бокова (Публикация В. М. Головко) // Вестник Ставропольского государственного университета. — 1998. — № 14. — С. 49-55.
- Стихи одного дня // Вестник Ставропольского государственного университета. — 1998. — № 14. — С. 56-57 (Публикация и вступ. стат. В. М. Головко).
- О народности и нравственном начале в творчестве А. С. Пушкина (Подготовка текста, публикация и предисловие В. М. Головко) // Вестник Ставропольского государственного университета. — 1999. — № 22: Филологические науки. — С. 3-20.
- «Пушкинское завещание…»: Стихи (Публикация и примечания В. М. Головко) // Вестник Ставропольского государственного университета. — 1999. — № 22: Филологические науки. — С. 26-36.
- Жизнь — радость моя: избранное. — М.: Эллис Лак, 1998. — 672 с.: фото.
- Стихи из Переделкино. — М.: Сов. писатель, 1999. — 240 с.
- Чистый четверг: стихи, песни. — М.: ЭКСМО-Пресс, 2001. — 384 с.: ил.
- Амплитуда: книга стихов. — М.: Раритет, 2002. — 349 с.
- Повечерье: новая книга лирики. — М.: Эллис Лак, 2002. — 479 с.: ил.
- Лик Любви: избранное. — М.: НП «Закон и Порядок», 2004. — 415 с.

### Собрания сочинений
- Избранные произведения: в 2-х томах. — М.: Художественная литература, 1975.
  - Т. 1. Стихотворения. — 270 с.: портр.
  - Т. 2. Стихотворения. Песни. Над рекой Истермой: записки поэта. — 334 с.
- Собрание сочинений: в 3 томах. — М.: Худож. лит., 1983—1984.
  - Т. 1. Стихотворения. — 607 с.: ил.
  - Т. 2. Стихотворения. — 655 с.
  - Т. 3. Песни. Поэмы. Над рекой Истермой: записки поэта. — 462 с.

## Песни на стихи Бокова
- Песни композитора Г. Ф. Пономаренко. mp3
- Песни на стихи Виктора Бокова на сайте «Красная книга российской эстрады». mp3
- Песня-сказ о Мамаевом кургане. mp3
- Алена Апина, Лада Дэнс.композитор Александр Аверкин На побывку едет молодой моряк (из к/ф «Старые песни о главном» — 1) . Видео